# Saqueig de Barenys
El saqueig de Barenys de 1406 fou un atac pirata a la costa catalana.

## Antecedents
Els saquejos pirates que atemorien la població de Salou s'havien interromput després de la Conquesta de Mallorca, però es van reprendre a la segona meitat del segle xiv, ara des del nord d'Àfrica. Per aquest motiu, el 1384 s'instal·là durant un temps el frare Guillem de Sanmartí com a guaita marítim permanent

## El saqueig
El 1406 els pirates saquejaren el poble de Barenys i s'endugueren la major part dels 15 habitants d'aquest petit poble avui ja inexistent, situat en l'actual terme de Salou.

## Conseqüències
Els que van sobreviure a l'atac, i altres habitants de Mascalbó i Vila-seca se'n van anar a viure a Salou. Els captius foren alliberats el 1411.
Després de l'atac a Barenys, Martí l'Humà projectà armar un estol de defensa contra els corsaris berberescos durant cinc anys, però no hi va reeixir per la ruïna financera de la Corona d'Aragó: aleshores la defensa marítima va quedar en mans dels corsaris i dels petits armaments de cada ciutat.
Salou rebé nous atacs el 1515 i el 1522. L'any 1527, després de detectar-se la presència de Khair ed-Din Barba-rossa es va construir la torre de Barenys, i finalment l'any 1530, Pere de Cardona, l'arquebisbe de Tarragona, va ordenar de construir la torre Vella de Salou per defensar el poble, però això no va dissuadir els pirates, que el van atacar encara onze vegades més (el 1543, el 1547, el 1549, el 1550 protagonitzada pel pirata Dragut amb 22 galeres que va destruir Salou i arribà fins a Mas Calvó i va fer estralls a la costa catalana i valenciana, el 1552, el 1558, el 1562, el 1563, el 1582, el 1584 i el 1587).